# Bill Watrous
 (février 2025).
Si vous disposez d'ouvrages ou d'articles de référence ou si vous connaissez des sites web de qualité traitant du thème abordé ici, merci de compléter l'article en donnant les références utiles à sa vérifiabilité et en les liant à la section « Notes et références ».
William Russell Watrous III, dit Bill Watrous, né le 8 juin 1939 à Middletown (Connecticut) et mort le 3 juillet 2018 à Los Angeles (Californie), est un tromboniste américain de jazz.

## Carrière

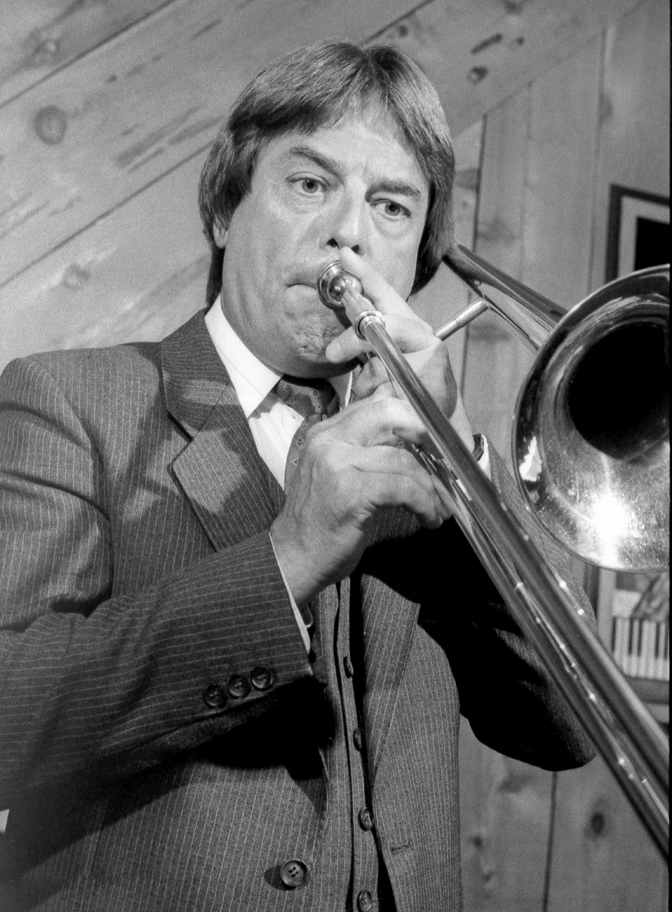
Bill Watrous en 1989.

Bill Watrous est initié au trombone dès son plus jeune âge par son père, également tromboniste. Durant son service dans l'US Navy, il étudie auprès du pianiste et compositeur de jazz Herbie Nichols puis commence sa carrière professionnelle dans l'orchestre de Billy Butterfield.
Sa carrière décolle dans les années 1960 au cours desquelles il joue et enregistre aux côtés de nombreux grands noms du jazz comme Maynard Ferguson, Woody Herman, Quincy Jones, Johnny Richards et le tromboniste Kai Winding. De 1965 à 1968, il joue également au sein de l'orchestre du Merv Griffin Show.
Dans les années 1970, il joue au sein du groupe de jazz fusion Ten Wheel Drive et dans son propre orchestre, The Manhattan Wildlife Refuge Big Band, qui enregistre deux albums pour Columbia Records.
Il s'installe en Californie et continue son travail de chef d'orchestre et de musicien de studio et se produit dans les clubs de jazz.
Enseignant à l'université du Sud de la Californie de Los Angeles, il a également publié, en collaboration avec Alan Raph, un ouvrage pédagogique sur le trombone : Trombonisms.